# Cordillera Kampankis
Die Cordillera Kampankis, alternative Schreibweise: Cordillera Campanquis, ist ein Gebirgszug im Norden Perus. Sie bildet einen Teil der peruanischen Ostkordillere.

## Lage
Die Cordillera Kampankis bildet einen 180 km langen Höhenkamm am Rande des Amazonasbeckens. Sie verläuft in Nord-Süd-Richtung und trennt die Regionen Amazonas und Loreto. Sie reicht im Norden bis an die ecuadorianische Grenze, im Süden bis zum Durchbruchstal Pongo de Manseriche, das vom Río Marañón in östlicher Richtung durchflossen wird. Der Gebirgszug weist Höhen zwischen 450 m und 1420 m auf. Westlich des Höhenkamms befindet sich eine vom Río Santiago durchflossene Beckenlandschaft. Östlich des Höhenkamms, im Amazonastiefland, fließt der Río Morona nach Süden. Die Cordillera Kampankis findet im Norden, in Ecuador, ihre Fortsetzung in einem Höhenkamm östlich der Cordillera de Kutukú. Im Süden, jenseits der Pongo de Manseriche, schließt sich die Cordillera Manseriche-Cahuapanas an.

## Ökologie
Die Cordillera Kampankis ist mit Regenwald bedeckt und weist eine hohe Biodiversität auf. Sie bildet den Lebensraum vieler bedrohter Tierarten, insbesondere Amphibien. Im Jahr 1999 wurde das Santiago-Comaina-Schutzgebiet (Zona Reserva Santiago-Comaina) eingerichtet, welches sich auch über die Cordillera Kampankis erstreckt.